# 森氏櫟
森氏櫟（學名：Cyclobalanopsis morii）為殼斗科青剛櫟属的常綠喬木，又稱赤柯、校欑、赤椆、长果青冈。本樹種以日本學者森丑之助命名。

## 特徵
常綠中型喬木，最高可長至22公尺，樹幹直徑可達一公尺，樹皮為茶褐色，呈片狀剝落、並留有雲形剝痕，枝條呈灰黑色，葉長6~10公分，形為長橢圓或倒卵形，單葉互生，前端尾狀突尖、且具有鋸齒狀葉緣，葉基部呈鈍形或圓形，表面平滑，具革質光澤，幼葉背面具淡褐色絹毛，堅果為球形至橢圓形，頂端突尖，徑約1.8公分。

新鮮邊材呈淡黃白色至淡土黃色，木質線及導管顯著，久置材色漸深呈紅褐色。

## 分佈
森氏櫟為台灣特有種，遍布於海拔1800~2700公尺之山區，是重要中高海拔之闊葉樹種，產量甚豐。